# Işıl Karakaş

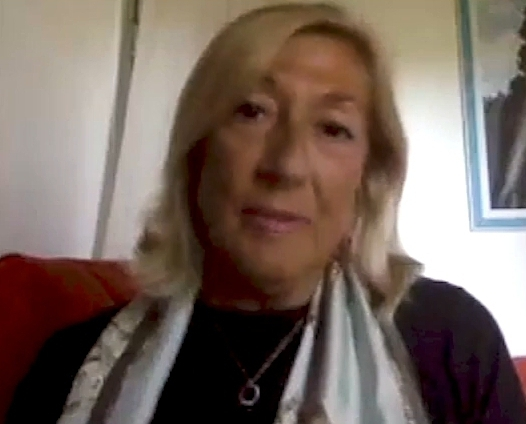
Ayşe Işıl Karakaş (2020)

Ayşe Işıl Karakaş (* 8. Dezember 1958 in Istanbul; † 24. Januar 2024) war eine türkische Rechts- und Politikwissenschaftlerin sowie Vizepräsidentin des Europäischen Gerichtshofs für Menschenrechte.

## Leben
Karakaş schloss 1983 ein Studium der Politikwissenschaft an der Universität Istanbul ab. 1986 beendete sie ihr Studium an der İstanbul Üniversitesi mit einem Abschluss im Fach Öffentliches Recht. 1988 folgte ein Diplom in Europarecht am Europäischen Universitätszentrum der Universität Nancy II und zwei Jahre später ein Abschluss in Rechtswissenschaft an der Marmara-Universität. 1991 trat sie der Istanbuler Anwaltskammer bei, 1992 wurde sie zur Doktorin der Rechte promoviert.
Zwischen 1993 und 1999 lehrte sie als Assistenz- und außerordentliche Professorin für Politikwissenschaften an der Universität Istanbul. Darauf folgte eine Tätigkeit als außerordentliche Professorin für Rechtswissenschaft an der Galatasaray-Universität. Dort wurde sie 2003 zur ordentlichen Professorin für Völkerrecht berufen. Im Vorjahr hatte sie an dieser Hochschule die Leitung des „Zentrum für Forschung und Dokumentation über Europa“ übernommen. Zwischen 2002 und 2007 übernahm sie in Frankreich Gastprofessuren an der Universität Paul Cézanne Aix-Marseille III, Universität Reims, Universität Montpellier I und Universität Straßburg III.
Nach erfolgter Wahl durch die Parlamentarische Versammlung des Europarates trat Karakaş am 1. Mai 2008 das Richteramt am Europäischen Gerichtshof für Menschenrechte an. Ab dem 1. Januar 2015 war sie Präsidentin der 2. Sektion des Gerichtshofs. Zudem wurde sie am 1. November 2015 zur Vizepräsidentin ernannt.
Sie galt als Kritikerin des Kopftuchverbots an türkischen Universitäten und des Artikels 301 des türkischen Strafgesetzbuchs.

## Referenzen
1. ↑  AİHM'in ilk Türk kadın yargıcı 66 yaşında hayatını kaybetti. Abgerufen am 26. Januar 2024 (türkisch).
2. ↑  Ayse Isil Karakas: „Daran sollte sich die Türkei gewöhnen“ Der Tagesspiegel, 30. Mai 2008, abgerufen am 20. Juli 2011.

| Personendaten    | Personendaten                                                                                            |
| ---------------- | --- |
| NAME             | Karakaş, Işıl                                                                                            |
| ALTERNATIVNAMEN  | Karakaş, Ayşe Işıl (vollständiger Name)                                                                  |
| KURZBESCHREIBUNG | türkische Politik- und Rechtswissenschaftlerin, Richterin am Europäischen Gerichtshof für Menschenrechte |
| GEBURTSDATUM     | 8. Dezember 1958                                                                                         |
| GEBURTSORT       | Istanbul                                                                                                 |
| STERBEDATUM      | 24. Januar 2024                                                                                          |